# 紀元前28世紀

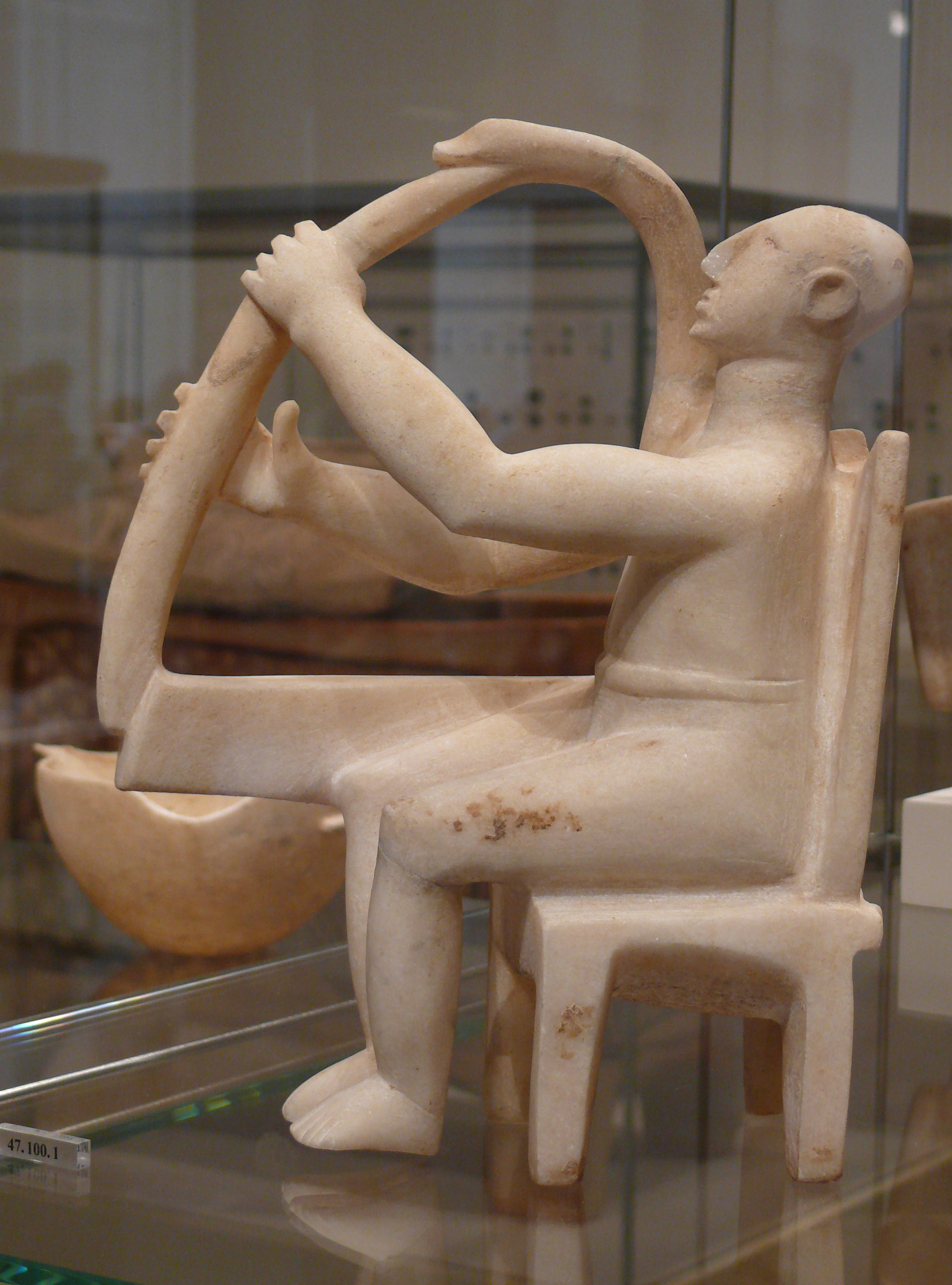
キクラデス文明。抽象的な造形の人物表現で知られる。画像は「ハープ奏者の坐像（メトロポリタン美術館蔵）。

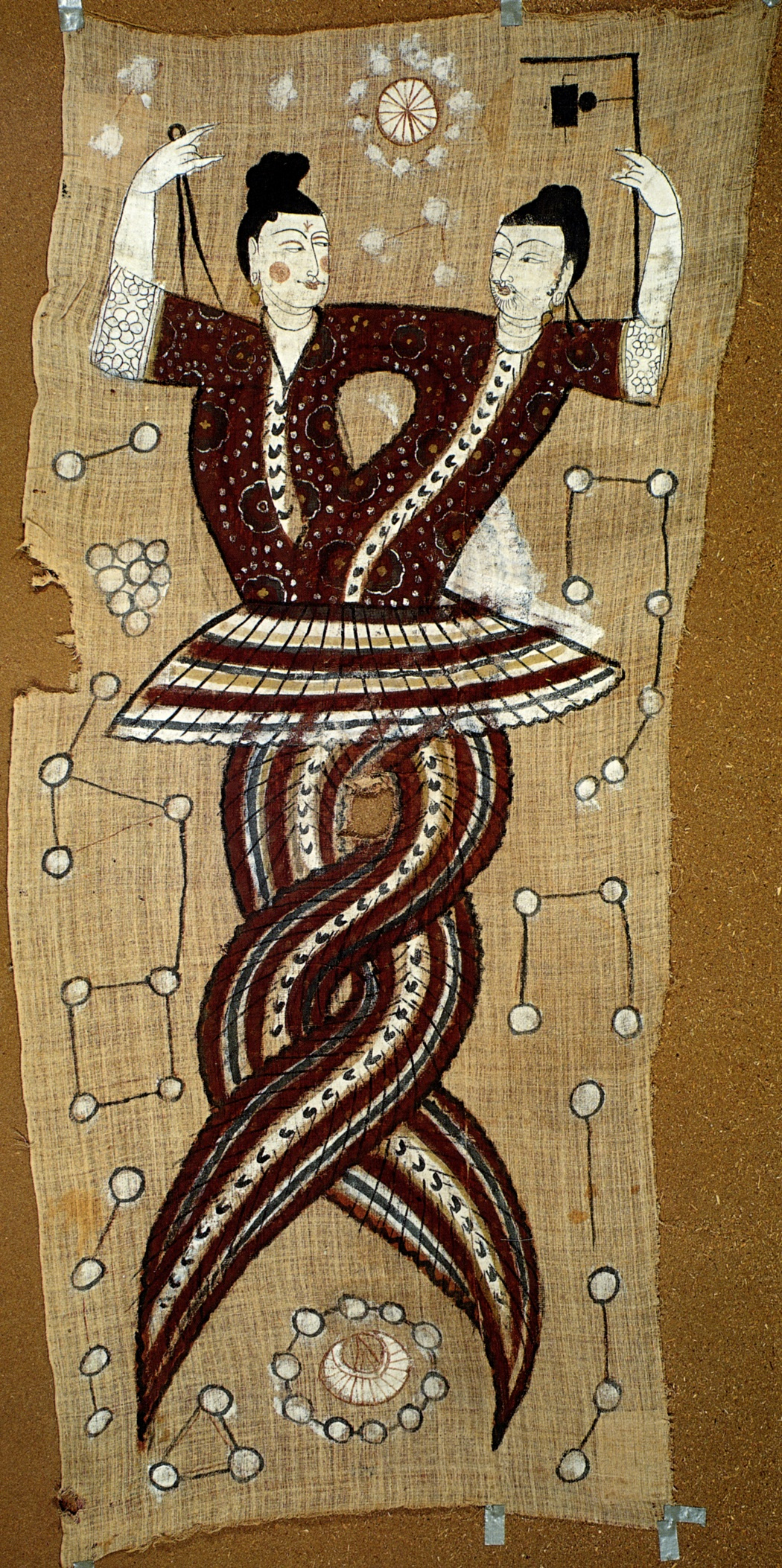
女媧と伏羲を描いた絵画。

紀元前28世紀（きげんぜんにじゅうはちせいき）は、西暦による紀元前2800年から紀元前2701年までの100年間を指す世紀。

## 出来事
- 紀元前2800-2700年頃 - キクラデス文明を代表する「ハープ奏者の坐像（ニューヨークのメトロポリタン美術館蔵）」が作られる。
- 紀元前2800-2600年頃 - インダス文明領域形成期（ハラッパーII期）。シンド地方でコト・ディジ文化が始まる。
- 紀元前2800-2400年頃 - イラン東部のシャフリ・ソフタ遺跡II期。
  - シャフリ・ソフタはヘルマンド文化（英語版）に属すとされ、ジロフト文化（英語版）にも関連づけられる。
  - シャフリ・ソフタから南西のシャハダード（英語版）（アラッタ）さらに南西のテペ・ヤヒヤ（英語版）にまで原エラム文明圏の交易路がつながる。
  - この時期テペ・ヤヒヤは緑泥石（クロライト）の大規模な工房がありペルシア湾岸諸都市に輸出を行っていた。
- 紀元前2800-2000年頃 - オマーン半島周辺はウンム・アン＝ナール文化。
- 紀元前2800年頃 - シュメールで実在が確実視されている最古の王キシュ第1王朝のエンメバラゲシの治世。
- 紀元前2775年-2650年頃 - エジプトで第二次王朝戦争が起こる。
- 紀元前2750年頃 - メソポタミアで早期王朝I期が終了し、早期王朝II期が始まる。
- 紀元前2750年頃 - 東ヨーロッパのククテニ・トリピリャ文化が衰退する。
- 紀元前2737年 - 伝承では中国で神農が茶を発明する。
- 紀元前2715年頃 - エジプト古王国が成立する（紀元前2660年との説もある）。

## 死去
- 伏羲（紀元前3300年 - 紀元前2737年） - 古代中国神話に登場する神または伝説上の帝王

## 発明・発見
- シルベリー・ヒル - イギリスにある標高40mの人工の丘で、紀元前2750年頃に建設が始まった。

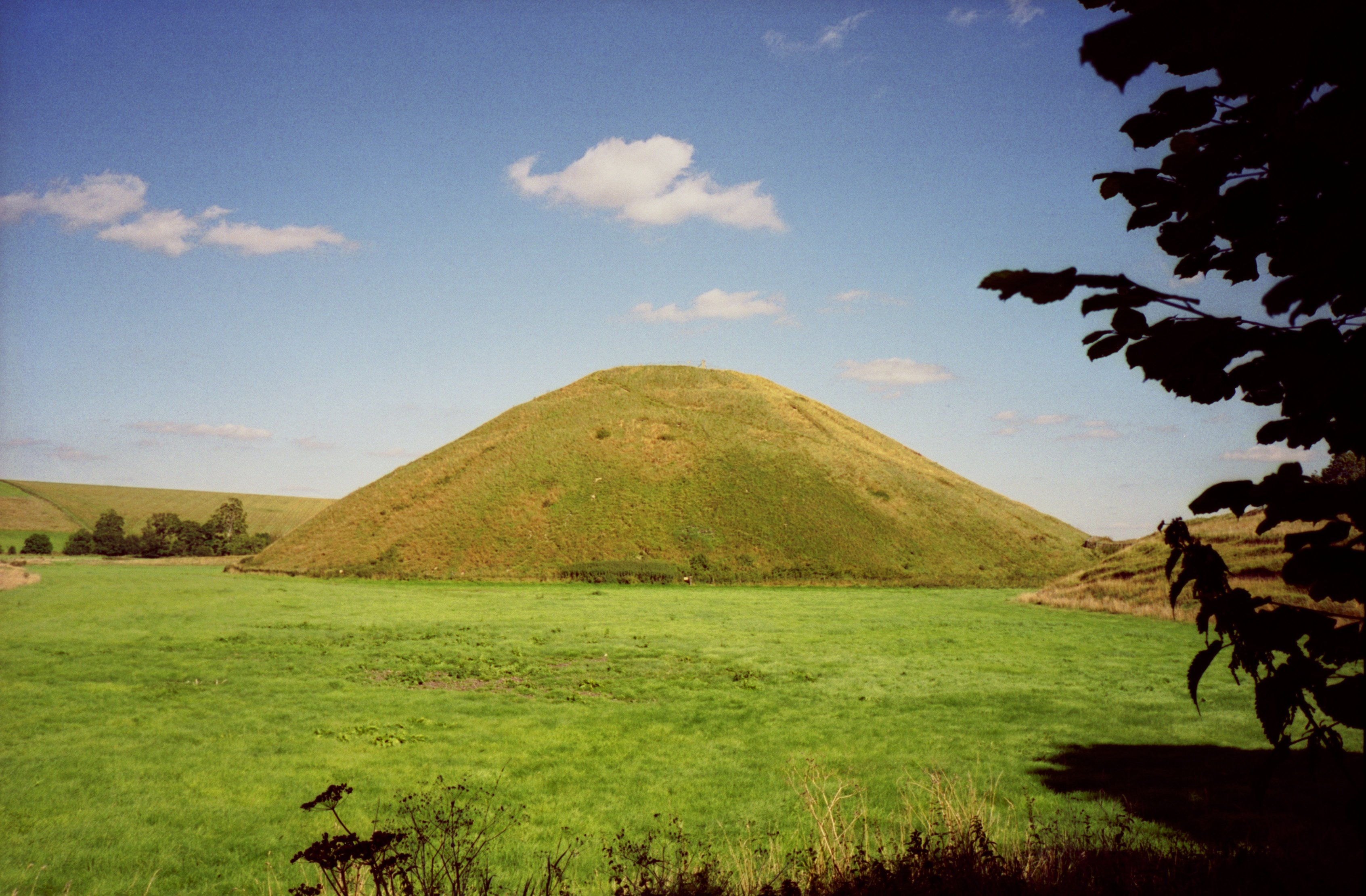
イギリスのシルベリー・ヒル。